# Nekrassov (pièce de théâtre)
Pour les articles homonymes, voir Nekrassov.
 Nekrassov  est une comédie parodique du maccarthysme à la française, écrite en huit tableaux par Jean-Paul Sartre et jouée pour la première fois le 8 juin 1955 au Théâtre Antoine à Paris, sous la direction de Simone Berriau.
Couverte par des centaines d'articles de presse, mais peu étudiée par les universitaires jusqu'aux années 1970, la pièce parodie une presse "asservie aux puissances de l'argent et ses manipulations", renonçant à vérifier l'identité de ses sources d'information : Nekrassov, mystérieux ministre soviétique en fuite, qui pourrait être Khrouchtchev, Malenkov ou Beria, est en réalité un Arsène Lupin français affabulant pour échapper à la prison. Un manuscrit abandonné a révélé que Sartre a d'abord visé le maccarthysme américain, puis voulu dénoncer le maccarthysme à la française, en élargissant à la satire d'un journal fictif, Soir à Paris, qui accuse deux journalistes communistes de conspirer à l'invasion de la France par l'URSS, les exposant à la cour martiale. Le maccarthysme est aussi incarné par deux inspecteurs de la DST menaçant de torturer l'escroc démasqué s'il refuse de les dénoncer.
Sartre s'attire ainsi une volée de bois vert des journaux soutenant le gouvernement mais des articles favorables dans toute la presse de gauche à l'exception de la critique au vitriol de Françoise Giroud dans L'Express. S'inspirant d'une élection législative partielle de mars 1954, la pièce moque aussi le gouvernement Laniel. Enlisé dans la guerre d'Indochine et le piège de Diên Biên Phu, il tente de freiner le rapprochement des socialistes et communistes, par des pressions sur la presse, espérant faire renoncer un candidat important à une législative partielle très suivie, perdue par André Stil, rédacteur en chef de L'Humanité, qui sort de deux séjours en prison.
Pendant les répétitions, la rumeur affirme que Sartre pastiche France-Soir, ce qu'il dément catégoriquement,, remplaçant Louis De Funès pour éviter toute ressemblance avec Pierre Lazareff et précisant trois fois dans le script que France-Soir et Le Figaro ne sont que des concurrents de Soir à Paris. La première représentation est reportée d'un mois, pour ramener de cinq à quatre heures la durée. La pièce ne dure plus que deux heures lors d'une nouvelle mise en scène en 2007, affaiblie par des interprétations erronées, confondant le contexte historique de 1954, où le projet de la Communauté européenne de défense capote en raison de la détente est-ouest, avec « l'affaire Kravchenko » de 1947. Cette confusion est à l'origine d'une autre, sur le sens de l'aphorisme « il ne faut pas désespérer Billancourt », qui déforme « Désespérons Billancourt ! », chanté en solo par un personnage.

## Résumé
Paris, début 1954. Le séducteur Georges De Valéra est un Arsène Lupin parisien, fier de ses "102 escroqueries au compteur". En peu de temps, il échappe à la police deux fois de suite, d'abord en se jetant dans la Seine, malgré des clochards voulant l'en empêcher, puis en poussant, au troisième tableau, la fenêtre d'un appartement... sans savoir qu'il entre chez Sibilot, journaliste d'un grand quotidien proche du gouvernement, Soir à Paris.
La police boucle le quartier et l'immeuble. Soucieux de fuir une troisième fois, l'escroc improvise un deal avec le journaliste : il n'est pas dénoncé à la police et pourra rester caché dans l'appartement. En échange il rencontrera dès le lendemain le patron de Sibilot... déguisé en Nekrassov, ministre de l'URSS, dont la radio, vient d'annoncer la disparition. Selon l’AFP et Reuters, il pourrait avoir fui en Amérique, ou dans un des pays d'Europe de l'Ouest.
En se cachant dans l'appartement du journaliste, Georges l'avait entendu confier à sa fille qu'on menace de le licencier s'il ne ramène pas dès le lendemain un scoop gênant pour le parti communiste français, en passe de gagner une importante élection législative partielle face à Mme Bounoumi, candidate du gouvernement. Le journaliste n'avait-il pas l'année précédente brandi le scénario de Staline envahissant Paris, et traversant Notre-Dame à cheval ?  Charles Mouton, président du journal, avait donné le cap dès le deuxième tableau: il faut faire peur à Perdrière, un de ses rivaux de Mme Bounoumi, pour qu'il se désiste.
Georges ne parle pas russe et ne connaît rien de l'URSS. Mais il s'en sort au quatrième tableau en improvisant à nouveau, confiant au directeur de  Soir à Paris être en possession d'un document explosif: le plan d'invasion de la France par l'URSS. Et connaitre par cœur la liste exhaustive des personnalités que l'Armée rouge a prévu de fusiller, une fois les chars russes sur les Champs-Elysées, perspective terrifiante, rappelant le bivouac de 20000 Cosaques à Paris en 1814 à l'effondrement de Napoléon.
Les dirigeants de Soir à Paris se réunissent. Un détail a focalisé leur attention : seul l'un d'eux, absent de la liste des futurs fusillés, sera soupçonné de complicité avec l'URSS. Et c'est Charles Mouton, président du conseil d'administration de Soir à Paris ! La parade est trouvée : le faux ministre soviétique dénoncera dans Soir à Paris deux traitres, qui écrivent, eux, dans un journal communiste ! Ils risquent alors la Cour martiale et la prison, ce qui tracasse une de leurs consœurs: Véronique Sibilot, la fille du journaliste chez qui Georges s'était introduit. La relation entre elle et Georges va animer la suite de la pièce, par un jeu mélant la séduction à la provocation. Véronique travaille dans un petit journal « progressiste » ou « rose ». Elle n'est pas communiste mais connait les deux journalistes visés et veut les sauver. Jouant de la mauvaise conscience de Georges, puis de son orgueil, elle parvient peu à peu, au 5ème tableau, à le convaincre de démentir la complicité des deux journalistes.
Au sixième tableau, Madame Bounoumi fête par une réception sa probable victoire à l'élection partielle : Perdrière a comme espéré cédé aux pressions du journal. Débarque alors un invité surprise, qui bouleverse l'intrigue : Demidoff, véritable réfugié soviétique, installé depuis des années en France. En URSS, il a connu le vrai Nekrassov : il pourra facilement démasquer le faux. Et prouver ainsi que la liste des futurs fusillés est bidon, espère Charles Mouton, qui l'amène à la soirée de  Madame Bounoumi. Mais Georges s'en sort à nouveau : il convainc Demidoff de se taire en lui proposant d'adhérer à son parti politique dont Demidoff est le seul adhérent. Mais pas de chance, deux agents de la DST ont pris Georges en photos, découvrant eux aussi que ce n'est pas le vrai Nekrassov... Eux aussi lui proposent de se taire... à condition qu'il confirme publiquement le faux-scoop de Soir à Paris sur les deux journalistes traîtres,. Et Georges confie à Véronique craindre qu'en cas de refus, ils ne le kidnappent et le torturent, comme ils l'en ont menacé.
Par deux fois, Véronique et Georges s'échappent grâce à la pagaille provoquée par Demidoff, qui n'a plus peur de rien lorsqu'il est ivre. Georges peut ainsi tout dévoiler, renier sa propre supercherie, dans le journal Libérateur, où travaille Véronique. Soir à Paris, qui a licencié Palotin puis Mouton, doit alors faire croire aux lecteurs, au 8ème tableau, que le vrai Nekrassov a été enlevé par les Soviétiques, dans les caves de leur ambassade à Paris, et que Georges n'est qu'un de leurs agents. Cette nouvelle mission visant à échapper au scandale est confiée à Sibilot.

## Genre: comédie satirique et visuelle
Selon un historien spécialiste du « Sartre dramaturge », sa « seule comédie » est aussi « la plus théâtrale visuellement » de ses pièces et sa seule comédie. Elle dure cinq heures, au moment des répétitions, quatre lors de la première représentation. Ce n'est pas une pièce sérieuse, encore moins un texte à clé, avertit, une semaine avant, dans Le Monde, l'auteur, très inquiet des critiques virulentes avant même que le texte n'ait été dévoilé. Quand l'adaptation de 2007 ramène sa longueur à deux heures, la presse salue « une tentative de vaudeville moderne »: « C'est écrit comme du Guitry, du Becquet, de l'Anouilh. Et cela amuse comme du Dario Fo ».

## Inspiration et genèse

### Première ébauche: le scénario de pièce contre le maccarthysme
Sartre a travaillé en 1953-1954 à un projet de pièce de théâtre politique contre le maccarthysme, au scénario proche de Nekrassov, dont l'existence n'est connue que depuis son entrée au fonds Sartre de la Bibliothèque nationale, selon l'enquête du chercheur suisse Michel Contat. L’analyse de ce projet, qui aurait pû s'appeler La part du feu,,, est la clé de voûte du livre de Michel Contat consacré en 1998 à la génétique littéraire,
L'acquisition des bribes de manuscrits par la Bibliothèque nationale s'effectue en deux achats successifs, l'un de 1985 à Michelle Vian, l'autre de 1993, effectué « en vente publique des papiers de Jean Cau », qui fut le secrétaire de Sartre jusqu'en 1957. Les feuillets manuscrits d'un seul et même projet y entrent ainsi en 1985 et 1993, sous la forme de deux liasses, l'une de 36 pages venue de Michelle Vian, issue d'un dossier sur la pièce Nekrassov, et l'autre de 33 pages, oubliée chez Jean Cau, et dans laquelle la mention « Scénario sur MacCarthy » apparait, ainsi que des feuillets sur l'affaire Abraham FellerAbraham Feller (en): le principal conseiller juridique du dirigeant norvégien Trygve Lie a été poussé au suicide, le 13 novembre 1952, par les « enquêtes sur la subversion communiste à l'ONU », en pleine montée du maccartysme. Marcel Péju y a consacré un article dans Les Temps modernes de mars 1953: le Maccartysme triomphant déborde alors des États-Unis, en visant des fonctionnaires d'organisations internationales d'autres nationalités. Trois mois après, Sartre est à Venise et réagit immédiatement à l'exécution des époux Rosenberg, un couple d'Américains soupçonnés de complot communiste, en signant un article anxieux de trancher les liens avec les USA, "sinon nous serons à notre tour mordus et enragés" par le maccarthysme. Selon Michel Contat, Sartre relit à cette époque Mort d'un commis voyageur, pièce d'Arthur Miller, créée à Broadway en 1949, où le héros se suicide pour ne pas perdre son autoestime et assurer la sécurité matérielle à ses proches. Il pourrait avoir voulu récrire politiquement l'intrigue en la croisant à l'actualité, avec les techniques scéniques de Miller.
Réunis, les deux manuscrits retrouvés à la Bibliothèque nationale dévoilent une intrigue se déroulant à New-York vers 1952, en trois tableaux, presque sans décor, Sartre prévoyant de faire émerger des personnages de l'ombre, par un jeu d'éclairages, pour multiplier les flash-back. Le personnage principal a le même nom, le même employeur et les mêmes soucis qu'Abraham Feller. Il consulte un psychiatre car il craint d'être poussé à se suicider et ne peut rien confier à ses amis et famille en raison du "secret professionnel". Son fils hurle qu'il faut « tuer les Rosenberg car ils sont communistes et juifs » et il le bat.
Une des scènes a lieu dans un village au bord d'un lac dans le Connecticut, envahi par des parachutistes soviétiques. Son fils est là, tente de résister, lui reproche de laisser faire, mais il s'avère ensuite que c'est une fausse invasion, feinte par l'American Legion, pour tester les dispositifs de défense. Le thème de la fausse invasion par l'URSS, mais de la France, se retrouvera dans Nekrassov. Les deux parties du manuscrit montrent un gros travail de réécriture progressive, s'étendant sur une période indéfinie, au moins après mars 1953 et principalement en 1954. Selon Michel Contat, Sartre enchaîne immédiatement par l'écriture de Nekrassov, qui est en fait « la reprise, sous une forme comique, et avec un complet changement de lieu et d'intrigue, du même sujet », décidant finalement de ramener l'intrigue en France, pour la centrer sur la législative partielle de mars 1954. Les souffrances et flash-back de la psychanalyse s'effacent ainsi au profit de la satire jubilatoire, autorisant huit tableaux au lieu de trois.
Michel Contat fait aussi le rapprochement avec un voyage à Venise de Sartre, l'été précédent, en juin 1952 : il y échoue à reprendre l'écriture de La reine Albemarle ou Le dernier touriste, récit ludique d'un voyage agréable à dimension psychanalytique. La reine Albemarle ne sera jamais publiée. Son écriture a eu lieu en deux temps, tous deux lors de voyages en Italie, le premier en octobre 1951, où il se fait « rêveur et mélancolique », bien plus que militant. Le manuscrit prend alors « la forme d'un premier jet » dont Sartre n'est que « médiocrement satisfait ». En juin 1952, retour en Italie, il corrige puis réécrit ce manuscrit, peu après avoir appris le dernier jour de mai l'emprisonnement de Jacques Duclos, alors à la tête du PCF, preuve déplorable du "maccartysme à la française". Il débute alors en même temps l'écriture de la série d'articles-pamphlet Les Communistes et la paix, exprimant sa crainte du maccartysme. Devenu soucieux, il veut aussi que La reine Albemarle dépasse « le point de vue du touriste » afin de « saisir telle qu'elle est la réalité italienne contemporaine ». Échouant à « trouver le point de vue juste qui aurait rassemblé le subjectif et l'objectif », il y renoncera finalement, ne s'en expliquant qu'en 1974.
Jean-Paul Sartre a ainsi dénoncé le maccartysme juste avant Nekrassov, puis pendant, mais aussi juste après. Le 17 septembre 1955, Le Figaro annonce qu'il débute l'adaptation télévisée de The Crucible, créée en janvier 1953 par Arthur Miller, puis deux mois après qu'il y consacre dix heures par jour. Les Sorcières de Salem sera une « allégorie sur le maccarthysme », codiffusée par les télévisions françaises et allemande de l'Est, en 1956, année de changements politiques en France et en URSS.
La version jouée au théâtre Sarah Bernhardt à partir de décembre 1954, avec Simone Signoret, Yves Montand, et Michel Piccoli, embauchés par Elvire Popesco, semble s'être faite sans lui. Les deux premiers ont lu la pièce en une nuit. Leurs amis John Berry et Jules Dassin, cinéastes américains sur la liste noire des "Hollywood Ten" puis exilés en France, leur en avaient parlé. Miller avait réclamé que l’adaptation soit proposée d’abord à Sartre, puis à Marcel Aymé, mais Jean Cau aurait refusé sans le prévenir. Marcel Aymé se veut écrivain « sans religion politique » et le scénario du film sera d'une « coloration radicalement différente » à celle de la pièce, Sartre ayant même « semblé lancer une grille d'analyse marxiste arbitraire sur l’histoire qui a conduit à quelques absurdités » écrira Arthur Miller en 1987 dans son autobiographie Timebends, sa pièce évoquant aussi d'autres époques . La dénonciation du maccarthysme y est « transparente pour les acteurs comme pour la critique ». Dès mai 1956 est signé le contrat de coproduction franco-allemand, facilité par la déstalinisation entreprise en février 1956 lors du XXe congrès du PC de l'URSS, tandis que les élections ont porté en janvier 1956 le Front républicain au pouvoir en France.

### Nouvelle inspiration: l'élection partielle de mars 1954
L'intrigue, précise Sartre, a lieu « au moment où vont se dérouler des élections partielles », allusion à celle de mars 1954, dans la 1ère circonscription de Seine-et-Oise (banlieue nord et ouest de Paris), extrêmement médiatisée, emportée par Germaine Peyroles, candidate du MRP (droite),,,. Selon Le Canard Enchaîné, l'intrigue de la pièce, c'est « l'affaire Peyrolles » : le ministre de l'Intérieur Léon Martinaud-Déplat, pilier du gouvernement Laniel II, serait intervenu auprès de patrons de journaux pour que le 3e candidat, Charles Reibel, se désiste en faveur de Mme Peyroles.
Député avant-guerre, Reibel a réuni 27 669 voix au 1er tour, presque autant que Germaine Peyroles (29010). Il veut se maintenir au 2e tour car il est très remonté contre le projet en cours de Communauté européenne de défense (CED) que sa rivale a défendu. Mais la peur d'une invasion communiste pourrait le faire changer d'avis, spéculent les dirigeants du journal mis en scène dans la pièce. En mars 1954, il cède, annonce qu'il se retire mais ne s'y résout finalement pas et se maintient, avant finalement d'abandonner au dernier moment, à la veille du second tour.
En face, le PCF a choisi comme candidat l'écrivain André Stil, rédacteur en chef de L'Humanité, sorti quelques mois avant d'un séjour en prison, pour un de ses éditoriaux. Réunissant 97873 voix au premier tour, trois fois plus que Germaine Peyroles, il augmente son score de 26 % le dimanche suivant, grâce à de bons reports de voix, malgré le maintien du candidat socialiste. Si Le Populaire, quotidien socialiste, attaque surtout « la politique de droite » du gouvernement, il refuse de choisir entre le candidat communiste et le candidat de la majorité gouvernementale et justifie le maintien du candidat socialiste.
Toute la campagne de mars 1954, se fit sur le thème de la CED, qui soulevait une tempête politique et opposait farouchement partisans et adversaires de l'intégration de l'armée allemande dans le dispositif européen, selon l'écrivain Gilles Perrault, fils de Germaine Peyroles. C'est surtout le PCF qui fit campagne sur ce thème. Le président du conseil Joseph Laniel « et une floppée de ministres défilèrent » alors au domicile de Germaine Peyroles après sa victoire. Sartre résume ainsi l'intrigue : afin d'amener un candidat gênant à se désister en faveur du sien, un grand quotidien parisien va « sommer l'un de ses rédacteurs » de « trouver un nouveau thème de propagande contre le PCF ». Le faux plan d'invasion de la France par l'URSS est ainsi conçu sur mesure par le faux Nekrassov.
En mars 1954, une querelle a de plus opposé Le Monde et Le Figaro, le second reprochant au premier de donner, comme L'Humanité, les pourcentages de suffrages exprimés plutôt que d'électeurs inscrits. La plupart des journaux se rallient alors au Monde, Le Populaire soulignant en particulier qu'il est « ridicule de mettre en valeur », comme le fait Le Figaro, « le fait que le parti communiste a perdu 19 000 voix depuis juin 1951 ».
Battu au second tour, après avoir été jeté deux fois en prison, en 1952 puis en 1953, dont une fois pendant sept semaines, son journal étant même interdit dix jours de suite, André Stil avait la sympathie de Sartre, mobilisé contre une contagion du Maccartysme américain. Cette répression l'avait décidé à défendre le PCF, comme 18 ans plus tard il défendra La Cause du Peuple, brûlot maoïste interdit de publication, alors animé par Serge July et André Glucksmann, futurs cofondateurs avec lui de Libération en 1973. En 1955, Sartre ne se faisait cependant déjà plus d'illusion:

« Entre un journal comme Le Figaro, par exemple, touchant 400000 ou 500000 lecteurs par jour, et la centaine de milliers de spectateurs d'une pièce marchant très bien, le rapport de force penche évidemment en faveur du journal »

.

## Contexte: maccarthysme à la française et réarmement allemand

### Des intellectuels inquiets d'une contagion du maccarthysme américain
Dans son interview au Monde la veille de la première représentation, Sartre a souligné le contexte de craintes pour la liberté de la presse,, après que des journalistes aient effectués de longs séjours en prison pour des écrits liés à la guerre de Corée et la guerre d'Indochine. Avant d'élargir au problème des médias, Sartre avait commencé par s'inquiéter des persécutions contre les militants dénonçant la guerre d'Indochine, d'abord en participant fin 1951 au livre du PCF sur l'affaire Henri Martin, emprisonné pour des tracts, puis par une interview de novembre 1953 à Combat. Sartre se veut solidaire car le PCF et la CGT ont multiplié les actions contre la guerre d'Indochine, où la France vient selon lui de prendre le « visage des Allemands en France » en 1939-1945. Il fut le premier des intellectuels français à la dénoncer, le plus investi, en faisant le motif de sa réconciliation avec le PCF.
Sartre et le PCF ne sont alors pas seuls. Dès février 1953, il est cofondateur du « comité d'action des intellectuels pour la défense des libertés », présidé par le député SFIO Paul Rivet,, qui organise le 24 février 1953 une réunion publique contre les poursuites de type maccartyste visant les leaders syndicalistes et communistes. À la tribune, des discours d'André Blumel, Claude Bourdet, Jean-Marie Domenach, Maurice Lacroix, et Edmond Vermeil. À cinq reprises, ce comité tente de sauver la vie des époux Rosenberg (26 février, 20 mars, 11 juin, 12 juin, et 17 juin ) , mais il organise surtout en novembre 1953 un grand meeting « contre le maccarthysme en France », qui a « attiré beaucoup de monde » au Palais de la Mutualité.
Le meeting a lieu au moment de l'affaire de l'ENA concernant « des mesures prises à rencontre de plusieurs candidats en raison de leurs opinions politiques ». Ce rassemblement contre le maccarthysme en France réussit à rallier des personnalités d'horizons très divers, chez les intellectuels comme l'historien Édouard Perroy (SFIO), l'ex-rédacteur en chef de l'AFP Gilles Martinet, et l'helléniste Maurice Lacroix (gaulliste de gauche), mais aussi chez les parlementaires, avec André Denis (MRP), Antoine Mazier (SFIO) et Louis Vallon (gaulliste).
Selon Le Monde, Sartre a surpris par sa « prise de position au lendemain des grèves de mai 1952 » et de l'emprisonnement du rédacteur en chef de L'Humanité André Stil. Et il a continué à critiquer le PCF sur certains points. Quand sort la pièce au printemps 1955, il s'inquiète cette fois de voir la guerre d'Algérie durer depuis des mois : il prépare et mûrit son prochain réquisitoire, alors en germe, dont il dévoilera le contenu lors du meeting du 26 janvier 1956 à la Salle Wagram du « Comité des intellectuels français contre la poursuite de la guerre en Afrique du Nord »,, qu'il a rejoint à la rentrée 1955.
C'est Le colonialisme est un système, une analyse historique fouillée, publiée dans l'édition de mars-avril 1956 de son journal, qui « démonte point par point les arguments des colons ». Cet activisme prolifique lui vaut « une notoriété mondiale », et lui donne une raison de plus de s'éloigner du PCF, moins mobilisé pour l'Algérie, conflit moins lié aux thématiques communisme/anticommunisme que celui de l'Indochine.

### Le réarmement allemand, malgré la première détente Est-Ouest
Divisant la France en deux, le projet de Communauté européenne de Défense (CED), débattu depuis le traité du 27 mai 1952, prévoit le réarmement allemand. Cette querelle de la CED sera tranchée au Parlement le 30 août 1954, à une large majorité (319 voix contre 264). Des gaullistes, une partie des socialistes (53 sur 105), et la moitié aussi des radicaux (34 sur 67) ont finalement rallié les communistes, en prenant acte de la première détente Est-Ouest qui a suivi la mort de Staline début 1953. Mais lors de l'élection partielle de mars 1954 qui a inspiré l'intrigue de la pièce, le débat était encore vif et les communistes accusés de désarmer l'Europe de l'Ouest face à un risque d'invasion des chars russes.
Ainsi une centaine d'intellectuels publient un « appel des universitaires au pays » dans les pages du Monde le 22 janvier 1954, pour dénoncer ce projet d'une « armée française dénationalisée »,. Et l'électorat socialiste évolue peu après sur la question, ce qui se traduira finalement à l'été par un vote très partagé au sein des députés de ce parti. Depuis les grèves de l'été 1953, les syndicats s'étaient déjà rapprochés et le PCF votera au printemps 1954 l'investiture de Pierre Mendès-France, alors qu'il lui avait refusé un an avant.

### Mai 1955, deux livres majeurs de Raymond Aron et Maurice Merleau-Ponty
Alors que la première représentation est prévue d'abord le 17 mai 1955, Sartre est visé personnellement par deux livres publiés le même mois, de deux philosophes majeurs et ex-amis de Sartre, L'Opium des intellectuels de Raymond Aron et Aventures de la dialectique, de Maurice Merleau-Ponty. « Le premier accuse Sartre et d'autres d'être aveuglés, voire drogués, par leurs croyances » alors que Sartre stigmatise dans Nekrassov la revue aronienne Preuves, indirectement  financée par la CIA, « comme une revue pétainiste qui réhabiliterait la trilogie Travail , Famille , Patrie », selon  Jean-François Sirinelli, historien du versant politiste de l’histoire culturelle français. Le second a cosigné avec Sartre, en janvier 1950, un article dénonçant camps de concentration en URSS, dans Les Temps modernes, journal qu'ils ont cofondé et qui avait peu avant pris la défense de Kravchenko. Mais Maurice Merleau-Ponty en est parti et les critiques de presse de son nouveau livre parlent « de purges, d'épurations, de scissions, de sécessions » au sein du journal qui les réunissait jusqu'en décembre 1952. Sartre réfute : selon lui une « sécession amicale » a eu lieu en 1953, répond-il dans une interview au Monde. Le journal lui demande alors s'il hésiterait à faire de nouveau état dans Les Temps modernes, comme en 1948 et 1950, de révélations sur les camps de concentration en URSS, il répond:

« Si j'étais convaincu de la vérité de faits nouveaux, quand même leur révélation pourrait-elle d'aventure gêner le PCF, je les révélerais (...) nous continuerions de nous entendre sur d'autres points communs »

Il reste aussi très critique du PCF sur d'autres points. C'est le cas contre Jean Kanapa, nouveau chef de file des intellectuels au PCF, à qui Louis Aragon avait confié la création La Nouvelle Critique en décembre 1948 pour contrer Sartre et où il a mené en 1953 la charge contre les médecins juifs accusés de comploter contre Staline, des « criminels qui méritent d'être châtiés », puis commandé à sa collègue Annie Besse l'article de février 1954 traitant d'ennemi de la classe ouvrière l'écrivain Dionys Mascolo, auteur d'un livre exprimant une volonté de penser différemment le communisme,. Avec sa collègue Audry, alors protectrice aussi de Françoise Sagan, qui travaille alors au manuscrit de Bonjour tristesse, il défend Mascolo dans les Temps modernes et Jean Kanapa réplique en traitant Sartre d'« intellectuel-flic » dans L'Humanité du 22 février 1954, ce à quoi il répond,,, dans Les Temps modernes de mars:

« Il faut plus d'un Kanapa pour déshonorer un parti... Si je suis un flic, vous êtes des crétins... Et le seul crétin, c'est Kanapa »

### Le fiasco du premier voyage de Sartre en URSS
Sartre était sorti amer et affaibli de sa passe d'armes publique de l'été 1954 avec Pierre Lazareff, patron du premier quotidien français, France-Soir, quand tous deux revenaient de leur premier voyage en URSS, effectués séparément, après que Nikita Khrouchtchev, instigateur de la déstalinisation, ait souhaité en mars 1954 que la presse non-communiste soit pour la première fois depuis 1948 autorisée à visiter l'URSS.
Le reportage Hélène et Pierre Lazareff racontent l’URSS, après un séjour de cinq semaines, fait le 30 juin 1954 sensation, en Une de France-Soir, une semaine après le retour à Paris de Sartre, qui de son côté a donné une conférence de presse en URSS, la veille de son départ, passée inaperçue, après avoir été hospitalisé à Moscou. C'est seulement un mois après son retour, en plein été, qu'est publiée la transcription de sa conversation avec Jean Bedel, du quotidien Libération. Ce dernier aurait proposé à Sartre de relire la série d'articles qu'il en a tirée. Mais elle est publiée quand même, alors que Sartre est déjà reparti à l’étranger. En son absence, le journaliste « force le trait », avec le concours de Jean Cau secrétaire de Sartre, qui aurait écrit le texte à la place de son patron. Au même moment, Jean Cau omet de transmettre à Sartre la proposition d'Arthur Miller d'écrire une adaptation en français de sa pièce de 1953 contre le maccartysme, qui revient finalement à Marcel Aymé.
L'entretien est fractionné par Libération en cinq parutions successives, du 15 au 19 juillet. Il évoque Pierre Lazareff et sa femme une dizaine de fois, la plupart du temps en réponse aux questions à leur sujet. Sartre y insiste sur le thème de la destalinisation et reproche aux Lazareff d'avoir parlé de "méfiance" de leurs sources d'information en URSS, et de trop valoriser les questions de personnes, au moment de la valse au pouvoir en URSS des successeurs de Staline: Béria puis Malenkov, puis Khrouchtchev. Emporté par son propos, il dérape en disant:

« Le citoyen soviétique possède, à mon avis, une entière liberté de critique, mais il s’agit d’une critique qui ne porte pas sur des hommes, mais sur des mesures »

Le journaliste en fait un gros titre, "la liberté de critique est totale en URSS", coupant la contextualisation de la seconde partie de la phrase. Le gros titre fait "immédiatement scandale". France-Soir publie rapidement une réponse indignée des Lazareff, qui laisse entendre que ce journaliste aurait pu globalement déformer les propos de Sartre. Jean Bedel sera condamné en diffamation l'année suivante dans une autre affaire. Jean Cau donnera des anecdotes sur ce voyage dans ses mémoires mais pas sur l'interview et Sartre plaidera la maladresse, mais seulement en 1976. Le faux-pas a produit l'inverse de l'effet recherché: c'est Lazareff, dont l'épouse parle russe depuis son enfance, qui est apparu en 1954 plus à l'écoute de l'URSS profonde que Sartre, hospitalisé durant la seconde moitié de son court séjour et tout aussi surveillé durant la première. Selon Cécile Vaissié, spécialiste de la Russie, il semble surtout avoir été très flatté par l’attention reçue.

## Personnages

### Le club des futurs fusillés
La plupart des personnages de la pièce sont des futurs fusillés, référence à la liste des futurs fusillés en possession de Nekrasssov, et qui est le seul document du plan secret d'invasion de la France par l'URSS dont il prétend disposer. Jules Palotin propose donc de transformer la soirée chez Madame Bounoumi, dès le début de la deuxième scène du tableau VI, en un moment historique en fondant le club des FF, car il sait que son président Charles Mouton, qui le harcèle pour avoir des scoop, n'y figure pas. C'est une référence, de pleine satire, au « parti des 80000 fusillés » que le PCF prétendait être dans les années d'après-guerre, un élément de langage qu'il a abandonné largement en 1954, au moment où plusieurs figures de la résistance communiste ont été écartés de la direction.

### Maistre et Duval, les journalistes en danger
Les deux journalistes mis en danger par le journal qui donne leur nom en les accusant de trahison. Ce sont les héros-martyrs de la pièce mais ils n'apparaissent jamais, sinon une fois quand leur consœur Véronique, solidaire, appelle l'un d'eux.

### Beaudoin et Chapuis, agents de la DST
Discrets et efficaces, ce sont les seuls vrais « méchants » de la pièce et les deux seuls vrais patrons de l'intrigue. Ils ont démasqué l'escroc déguisé mais promettent de se taire s'il invente une fausse dénonciation de journalistes communistes. Ce dernier a même peur qu'ils le kidnappent et le torturent s'il refuse. Comme dans Le Bal des voleurs de Jean Anouilh, et comme les Dupont et Dupond des Aventures de Tintin d'Hergé, ils ne parlent que par demi-phrases, en se complétant, effet comique permettant d'alléger la charge de la satire.

### Véronique Sibilot, la journaliste "rose"
Georges de Valera, l'escroc pourchassé par la police, tombe par hasard, en s'introduisant chez elle, sur Véronique, une jeune journaliste divorcée qui travaille dans un journal « progressiste ». Il est convaincu qu'elle le livrera à la police, car jugeant les femmes enclines aux « réactions convulsives ». Irritée, elle veut déjouer ces préjugés. Pour la séduire, mais surtout éviter d'être dénoncé à la police, il propose de se déguiser en ministre soviétique en fuite et ainsi d'offrir le scoop anticommuniste dont son père a besoin pour conserver son poste au journal.
Véronique et Georges s'opposent dans deux dialogues successifs. Dans le premier dialogue, au troisième tableau, Georges prend l'avantage, réussissant à éveiller l'intérêt pour échapper à la police, puis c'est elle qui l'emporte dans le cinquième tableau, car il s'engage à démentir les accusations maccartystes contre deux journalistes communistes. L'opposition des deux personnages, en terme de genre, est conçue pour faire rire, évoluant au fil des scènes pour aller vers une forme de provocation/séduction, mêlée à l'enjeu fondamental pour Véronique, dans sa façon de jouer de la personnalité de Georges : sauver ces deux journalistes qui risquent la prison, voire la peine de mort, si le faux Nekrassov ne se rétracte pas publiquement.
Le jeune femme fait finalement coup triple : après avoir sauvé l'emploi de son père, elle sauve la vie de deux confrères.

### Georges de Valera, l'escroc déguisé en Béria ou Kroutchev
C'est un escroc français de haute volée, qui improvise un déguisement en Nikita Nekrassov, ministre soviétique qui vient de disparaitre, allusion, selon Le Canard Enchaîné, à Lavrenti Beria, ministre de l'intérieur, dont on perd la trace après la mort de Staline et qui sera exécuté discrètement. Allusion aussi à Nikita Khrouchtchev, Sartre ayant choisi son prénom, autre homme-clé des débuts de la déstalinisation, selon la presse de l'époque. Le Figaro appelle ainsi Nekrassov « Nekroutchov ». Le spectateur sait dès la première scène que c'est juste un homme traqué, soucieux de ne pas être donné à la police. En le recevant, le rédacteur en chef exprime d'emblée son désintérêt pour Kravchenko, homme de la décennie précédente, reconverti dans la prospection minière au fond des montagnes du Pérou, et qui en 1954-1955 a complètement disparu de l'actualité, après l'échec de son second livre en 1950 :

« Depuis Kravchenko, sais-tu combien j'en ai vu défiler, moi, de fonctionnaires soviétiques ayant choisi la liberté ? Cent vingt-deux, mon ami, vrais ou faux. Nous avons reçu des chauffeurs d'ambassade, des bonnes d'enfant, un plombier, dix-sept coiffeurs et j'ai pris l'habitude de les refiler à mon confrère Robinet du Figaro, qui ne dédaigne pas la petite information. Résultat : baisse générale sur le Kravchenko »

Georges de Valera, la trentaine élégante et caustique, est cependant inventif et beau parleur. C'est un Arsène Lupin qui cultive fierté et indépendance d'esprit, traits de caractère que sa nouvelle amie Véronique utilise pour le retourner peu à peu lors des dialogues du cinquième tableau, en forme de clins d’œil à la psychanalyse. L'adaptation de 2007 joue en particulier sur le lien sentimental progressif entre les deux personnages, qui s'affirme peu à peu dans le script de la pièce.
Nekrassov n'est pas Kravchenko avait souligné dès 1955 le critique de théâtre Roland Barthes. Demidoff, le vrai dissident, réfugié à Paris depuis 1950, s'en rapproche un peu : il est alcoolique comme Kravchenko fut accusé de l'être, un vice qui devient vertu dans la pièce car il permet à Véronique et Georges de s'échapper.

### Demidoff, le vrai dissident, réfugié à Paris depuis 1950
C'est grâce à Demidoff, vrai dissident soviétique, réfugié à Paris depuis 1950, que l'intrigue accélère. Il a connu le vrai Nekrassov en URSS des années plus tôt. C'est un personnage secondaire, qui dit une réplique dans un des huit tableaux, et apparait plus longuement dans un autre, celui de la réception chez Madame Bounouni. Mais dans les deux tableaux, il permet aux héros, Véronique et Georges, d'échapper à la DST. Son alcoolisme lui donne le courage de se rebeller, et il libère finalement tout le monde, clin d’œil moqueur au journal communiste Les Lettres françaises qui avait tenté d'humilier un dissident soviétique lors du procès Kravchjenko de 1949, en l'accusant d’alcoolisme et d'autres vices. En 1955, Victor Kravchenko avait disparu de l'actualité mais déjà pris des positions le plaçant dans la « critique de gauche » à l'URSS et contre le maccartysme. Il est comme tous les personnages moqué dans la comédie de Sartre, mais gentiment, simplement parce qu'il est par ailleurs moins efficace, étant fondateur d'un parti tellement minoritaire qu'il en est le seul adhérent.

### Soir à Paris, le journal qui bascule dans le maccartysme
Soir à Paris symbolise, pour la critique une presse « asservie aux puissances de l'argent et ses manipulations ». Son nom est l'anagramme du Paris-Soir d'avant-guerre, plus gros tirage de l'histoire de la presse française, puis compromis sous l'Occupation. Au cours des décennies suivant la pièce, mais aussi des semaines la précédant, des spéculations voulant que ce soit France-Soir ont été contredites par les  démentis catégoriques de l'auteur et le script de la pièce : France-Soir est plusieurs fois cité dans la pièce comme un concurrent.
Soir à Paris a des traits communs avec Paris-Presse, dirigé par Max Corre, très proche des milieux de l'Algérie française, mais Paris-Presse est lui aussi cité dans la pièce comme un concurrent, et son tirage était tombé à seulement 150 000 exemplaires en 1952. Soir à Paris a aussi des traits communs avec Le Temps de Paris, projet d'Antoine Pinay pour affaiblir Le Monde,, dont les éditoriaux sur les questions coloniales irritaient. Un rapport détaillant ce projet avait été rédigé en 1954 sans aboutir immédiatement, Antoine Pinay insistant pour que ce soit un quotidien du soir. Des négociations avec Hachette pour fusionner ce futur Temps de Paris avec Paris-Presse échoueront. Si la pièce avait été écrite en 1949 ou 1950, Soir à Paris pourrait aussi être Ce Soir, grand quotidien du PCF, au lectorat plus populaire que le futur Temps de Paris mais qui avait déjà disparu en 1953, miné par les mêmes travers que Soir à Paris : accusations infondées contre tout ce qui n'allait pas dans le sens de son propriétaire. Soir à Paris ressemble surtout à L'Aurore, propriété de Marcel Boussac, alors première fortune française, un quotidien à gros tirage, très anticommuniste et opposé à la décolonisation. C'est le seul quotidien pro-gouvernemental de l'époque à ne pas être cité dans la pièce comme un concurrent de Soir à Paris.
Chez Soir à Paris, tout le monde partage le même gros souci : la peur d'être viré. Sibilot est menacé de l'être s'il ne trouve pas un scoop contre le PCF. Madame Castagnié, l'employée avec charges de famille, est licenciée car sur la liste des sept suspects de vouloir aider l'invasion soviétique. Mais c'est aussi le cas de Palotin, remercié en cours d'intrigue pour avoir été trompé par Nekrassov, et même de Charles Mouton, président du journal, qui se tracasse de ne pas être sur la liste des futurs fusillés, renvoyé pour avoir œuvré à démasquer le faux-Nekrassov, et avoir ainsi laissé transparaître l'incurie du journal.
Le journal est un personnage complet de la pièce, un être vivant, rythmé par des spasmes de paranoïa maccartyste, qui le mettent peu à peu en danger. Le faux Nekrassov ne veut plus les cautionner, il risque lui-même d'être démasqué, puis envisage de révéler lui-même les impostures à Libérateur, petit journal « progressiste » et « rose », où travaille Véronique.
Sartre ne se contente pas d'évoquer la presse « par le biais d’un personnage », mais « la met en scène, la plaçant au cœur de son intrigue », la présentant comme devenue maccartyste, ce qui est jugé outrancier par une partie de la critique, mais rendu possible par une cascade de pressions hiérarchiques devenues folles : le rédacteur en chef Palotin reproche au reporter Sibilot, « un relâchement suspect », depuis « plus d’un an », mais Palotin est lui-même réprimandé par le président du journal Charles Mouton, qui lui reproche un contenu « mou, tiède ». Quand à ce dernier, il est sous la pression du gouvernement qui lui fait miroiter des budgets publicitaires. Sartre laisse cependant des marges de liberté aux personnages, qui se révoltent chacun à leur tour. Palotin, le soumis, l'anxieux, peut ainsi surprendre en déclamant que « l'argent n'a pas d'idée », jeu de mots qui déforme un proverbe connu pour opposer « l’argent à la création, à l’esprit, à l’art ».

### Charles Mouton, président du journal
Charles Mouton, président de Soir à Paris, trouve trop mou son rédacteur en chef Jules Palotin mais il s'incline quand les deux agents de la DST le jettent d'une réception. Il espère d'abord peser sur l'élection partielle grâce au faux scoop de Nekrasov sur une invasion de la France par l'URSS, mais il change de priorité dès qu'il apprend que son nom n'est pas dans la liste des « futurs fusillés » par les soviétiques. Il retrouve Demidoff, le vrai dissident, réfugié à Paris depuis 1950 pour qu'il démasque Nekrassov. Il l'invite à la soirée de Madame Bounoumi, qui fête le désistement d'un rival. Et là, l'alcoolisme de Demidoff va sauver Véronique et  Georges en créant la pagaille. Charles Mouton, en président du journal, soit alors sauver son entreprise par de nouvelles révélations pour contrer celle du journal de Véronique.

### Jules Palotin, le rédacteur en chef
Le rédacteur en chef de Soir à Paris, se veut le « Napoléon de la presse », hurle sur ses adjoints, et exige des preuves d'amour de ses journalistes. Mais il sera licencié, en cours d'intrigue, de ce « journal gouvernemental », comme il le reconnait lui-même. « Toujours en quête d'un titre sensationnel », et surtout « d'une idée pour justifier le titre », il veut bien:

« Que la guerre froide s'éloigne mais pas de la Une du journal »

Un démenti catégorique de Sartre, une semaine avant la première représentation, assure que ce n'est pas Pierre Lazareff, patron de France-Soir, ni personne d'autre. « On a dit que je visais Lazareff, c'est faux » dit-il encore, la veille, dans un interview à Serge Montigny, journaliste littéraire au quotidien Combat. Un mois avant, il a exigé que le rôle ne soit pas donné à Louis De Funès, trop ressemblant à Lazareff. Quand les parisiens découvrent le vrai scénario lors de la première représentation, ils citent parfois Pierre Brisson, patron du quotidien Le Figaro, pourtant cité comme un concurrent plusieurs fois dans la pièce, où le faux Nekrassov menace de partir pour ce journal, si Soir à Paris ne réintègre pas les 7 salariés licenciés dans un accès de maccartysme.
Palotin pourrait être une incarnation de Max Corre, journaliste à Paris-Soir avant la guerre, puis rédacteur en chef à l'hebdomadaire France Dimanche et à Paris-Presse à partir de 1951, qui n'avait pas bonne réputation, la journaliste Carmen Tessier lui reprochant en particulier de lui avoir « mené un vie impossible ». Mais  Paris-Presse est cité dans la pièce comme un concurrent.

### Sibilot, le père de Véronique
Il partage un appartement avec sa fille Véronique, où s'introduit Georges de Valera, et dans lequel il a l'idée de se faire passer pour Nekrassov. Sibilot et sa fille sont journalistes, lui dans un grand quotidien pro-gouvernemental, Soir à Paris, elle dans un petit journal « progressiste » ou « rose », Libérateur. Mais il s'entendent bien. Elle est à l'écoute et solidaire de son père, régulièrement menacé de licenciement s'il n'invente pas des scoops contre les communistes, et l'aide même à utiliser celui imaginé par Georges, avant de s'y opposer très vite, dès que cela vire au maccartysme.
Roland Barthes a salué dans sa critique « la scène où Sibilot, le professionnel à gages de l'anticommunisme , et le policier reconnaissent l'identité de leur condition sociale », montrant qu'ils ne sont en rien des « médiocres » mais des « aliénés », « unis dans une même condition de servitude à l'égard d'un ordre qui les compromet en les employant »,.

### Madame Bounouni, la candidate MRP protégée du journal
Madame Moumouni incarne selon Sartre Germaine Peyroles, avocate et figure du MRP (droite), mère de l'écrivain et scénariste Gilles Perrault. En 1954, elle a retrouvé son siège de députée, battant au second tour un candidat présenté par le PCF dans cette élection partielle très médiatisée, l'emblématique rédacteur en chef de L'Humanité, l'écrivain André Stil, lauréat du prix Staline en 1952 qui sort de plusieurs séjours en prison en 1952 et 1953 en raison de ses éditoriaux.
Dans la pièce de Sartre, c'est lors de la réception à son domicile, pour fêter le désistement de son rival, Perdrière, obtenu grâce à la campagne du journal Soir à Paris, que tout bascule et s'accélère.

### Perdrière, le candidat qui veut se maintenir au second tour
Perdrière, est un ex-député radical-socialiste qui risque d'empêcher l'élection de Madame Bounoumi car il a obtenu presque autant de voix qu'elle au premier tour, arrivant troisième, et veut maintenir sa candidature. Le gouvernement fait pression sur le journal Soir à Paris pour qu'il fasse pression sur Perdrière afin qu'il retire sa candidature. Perdrière est l'incarnation de l'ex-député de droite et ancien ministre Charles Reibel, arrivé troisième à l'élection partielle de mars 1954, qui a inspiré le scénario de la pièce.

## La première "affaire Nekrassov": Louis de Funès remercié en mai
Trois jours avant la première représentation, prévue le 17 mai, L'Aurore, quotidien de Marcel Boussac, publie une série de révélations, dans un article dénonçant la « mauvaise humeur de Sartre »: 
- Louis De Funès a été remercié, contre indemnisation;
- Il devait normalement jouer un autre personnage que Jules Palotin, celui de Nekrassov[88];
- De nombreux changements au texte de la pièce ont eu lieu[88];
- La première représentation aura lieu beaucoup plus tard, mais l'équipe est en désaccord sur la future date.

La presse révèle ensuite que c'est Sartre qui a exigé le remplacement de Louis de Funès et il dément très vite que le personnage de Jules Palotin soit Pierre Lazareff, rumeur causée par l'article dans L'Aurore. En raison du fiasco médiatique de son voyage en URSS de l'été précédent, Sartre n'avait aucun intérêt à se mesurer à Pierre Lazareff, qui avait lui réussi le sien au même moment.
Selon Le Monde, l'ajournement de la première représentation vient du départ de Louis de Funès mais aussi de celui de Pierre Asso, qui devait lui interpréter Sibilot. Puis on apprend un troisième départ pour le rôle de Palotin, le rédacteur en chef licencié à la fin de la pièce, celui de René Lefèvre, remplacé par Armontel.
La presse révèle que, dans certaines versions, la pièce durait cinq heures, ce qui complique les répétitions et fatigue les comédiens,. Elle évoque le désaccord entre Simone Berriau et Michel Vitold, qui incarne Georges, déguisé en Nekrassov, sur la future date, qui sera reportée deux fois. Pour ramener la durée à quatre heures, Sartre doit réécrire les deux derniers tableaux.
Lors de la première représentation, la directrice de L'Express Françoise Giroud persiste à reconnaître dans « les gestes (...) la tête » et « les bretelles », son ami Pierre Lazareff, qui lui avait confié quelques années plus tôt la direction du magazine Elle. Sa critique éreinte donc la pièce, sur un ton virulent qui choque les amateurs de la pièce, avides d'y voir une affaire Nekrassov. Mais d'autres spectateurs ont crû reconnaître Pierre Brisson, directeur du Figaro car Sartre a exigé un acteur faisant moins penser à Lazareff que Louis de Funès. L'Aurore, détenu par Marcel Boussac et apôtre de la guerre d'Indochine comme du statu quo en Tunisie et au Maroc, était en fait le journal qu'aimait le moins le couple Sartre-Beauvoir. Dans la pièce, Le Figaro et France-Soir ne sont cités que comme des concurrents de Soir à Paris, un titre qui a lui clairement basculé dans le maccartysme dès les premiers tableaux de la pièce.
Une semaine avant la première, l'auteur a répété son démenti. « On a dit que je visais Lazareff, c'est faux » dit-il, à nouveau, la veille, dans une interview à Serge Montigny, journaliste littéraire au quotidien Combat. Le même jour, dans une interview à Libération, il a souligné n'avoir voulu s'attaquer à « aucun journaliste parisien », ce qu'il répète encore à L'Humanité-Dimanche le 19 juin, « la pièce vise des institutions et non des individus » : Jules Palotin, le rédacteur en chef, y partage la vedette avec un autre personnage, proche et important, Charles Mouton, président du journal, qui fixe le cap et doit même licencier Jules Palotin vers la fin de la pièce.
L'histoire de cette « affaire De Funès » sera réécrite au cours des décennies suivantes, dans des livres publiés séparément. En 1975 paraît une hagiographie de Pierre Lazareff, signée de Jean-Claude Lamy, qui a travaillé trente ans à ses côtés. Le livre cite Simone Berriau, amie de longue date de Pierre Lazareff et directrice du Théâtre Antoine: elle se souvient de l'avoir prévenu, lors d'un déjeuner, du projet de pièce. Pierre Lazareff s'y serait déclaré peu soucieux de son image. L'anecdote est reprise dans un livre de 2009, en ajoutant celle des fils de Louis de Funès: une spectaculaire dispute avait opposé Simone Berriau à leur mère, au beau milieu des répétitions, tandis que Jean Meyer s'était montré vexant envers leur père, dans sa direction d'acteur. Meyer, dans ses mémoires publiées en 1990, ne disait pas pourquoi il a congédié De Funes, insinuant que cela pourrait venir d'un mépris de Sartre pour Lazareff. L'insinuation a cependant été démentie, au cours de la même année 2009, par une biographie plus complète de Lazareff: l'auteur de la pièce et le patron de presse ont déjeuné ensemble... quelques semaines après la première représentation.
A l'hiver 1954-1955, Sartre était accaparé par son souhait d'écrire le scénario d'un téléfilm adaptant une pièce d'Arthur Miller pour dénoncer le maccartysme, vocation du premier scénario de Nekrassov. Ce sera sa dernière pièce confiée à Simone Berriau, sa productrice habituelle, qui a eu l'idée d'un acteur ressemblant à Lazareff. Louis de Funès, même taille et même débit vocal, avait été remarqué en 1953 dans Ah ! Les belles bacchantes mais n'obtiendra qu'en 1956 un début de reconnaissance de la critique au cinéma, dans La Traversée de Paris, de Claude Autant-Lara.
Lazareff, déjà incarné en 1950 par le personnage de Romain Riatte dans L'Affaire Bernan, livre de son ami Joseph Kessel, considéré comme une importante contribution à la « définition du métier de journaliste », ne connaissait probablement pas dans le détail le scénario de Nekrassov, bien moins flatteur, lors de son déjeuner avec Simone Berriau. Après la pièce, il déjeune cette fois avec Sartre.

## La seconde "affaire Nekrassov": une presse très divisée
Dans une interview au Monde une semaine avant la première représentation, Sartre s'est plaint de journaux, sans les citer, qui ont refusé de vendre leurs encarts de publicité, la rumeur erronée voulant que Pierre Lazareff soit personnellement attaqué dans la pièce a contribué à ce réflexe corporatiste.
La pièce fit l'objet d'articles et interviews sont innombrables dans tous les quotidiens nationaux et la plupart des grands quotidiens régionaux, souvent plusieurs fois le même mois dans le même titre, la critique négative succédant souvent à la positive, selon l'enquête de l'universitaire américain Robert Wilcocks en 1975, rompant une "politique du silence" des universitaires jusqu'aux années 1970. L'accueil est très virulent à droite, particulièrement avant la première représentation, mais favorable à gauche, à l'exception notable d'un article virulent paru dans L'Express, lui-même visé par un contre-article de Roland Barthes, très commenté par les historiens.
La presse de droite juge immoral de rire du risque d'invasion soviétique. Plusieurs journaux de gauche s'amusent de leurs critiques, dans des articles les répertoriant, et les présentant comme une conjuration d'intérêts "bourgeois" ou corporatistes hostiles à l'humour et la satire. Le Canard Enchaîné observe que c'est systématiquement la longueur de la pièce et sa forme, plus que son contenu et son thème qui sont critiqués, et moque "une cabale dirigée par Le Figaro", sur le thème "ce Sartre, décidément, est un emmerdeur (...) imprimons à cinq millions d’exemplaires qu’il est très ennuyeux". Un débat sur "Nékrassov" est même organisé par la RTF, confié à Georges Lerminier qui avait jugé dans Le Parisien la carricature "superficielle, mal dessinée", en insistant sur le fait qu'on "ne reconnaît personne. Et il n'y a finalement personne à reconnaitre".
Naît ainsi une seconde "affaire Nekrassov" dans le sillage de la première, celle des spéculations sur l'éviction de Louis de Funès d'un rôle présenté à tort comme le principal. L'Humanité du 26 juin produit "une revue des réactions critiques à la pièce", sous le titre "Et pourtant ils ont tous ri". Roland Barthes estime que "jamais éreintage n'a été plus rapide, plus général et, d'apparence, mieux synchronisé", visant en particulier la critique immédiate et virulente de la directrice de L'Express, Françoise Giroud, au "point que les autres éprouvaient de l'inquiétude quant à la santé de leur jugement, et presque un sentiment de culpabilité pour s'être divertis en mauvaise compagnie et avoir ri contre les règles".
Le Monde y consacre pas moins de cinq articles en mai et juin 1955. Dans le premier, Henry Magnan relate qu'« on a beaucoup ri durant les premiers tableaux » puis signale « quelques sifflets timides » sur une des scènes. A la fin « la salle applaudit poliment, sans plus », en précisant qu'un second article viendra. Quatre jours après, Robert Kemp fustige en effet 

« un genre ennuyeux »

 car 

« pour rire aux huit sketches de M. Jean-Paul Sartre il faut vraiment être décidé à rire »

 et avoir 

« une haine féroce »

 contre les adversaires du marxisme. Il lui reproche surtout « de décrire le fonctionnement de la presse sur la base de quelques ragots, quelques mots rapportés, des anecdotes qui courent partout » et de pouvoir croire « jouer un bon tour à toute la presse de droite, du centre, et du centre gauche" », plaçant curieusement Le Monde parmi les victimes.
En octobre, le texte est publié pour la première fois, dansLes Temps modernes. Il « résiste fort bien, et mieux encore qu'on aurait cru » à la polémique parfois virulente de juin et « dans l'ensemble, le style est bien plus soutenu, l'intention et l'invention comique plus ambitieuses qu'on ne le pouvait attendre d'une farce » reconnait une troisième critique du Monde, tout en se démarquant de l'analyse de Roland Barthes: « pourquoi soupçonner tant de noirceur, je ne sais quelle conjuration bourgeoise, dans un mouvement, dans un penchant parfaitement spontané et naturel », le corporatisme de la presse. « J’attaquais la presse, la presse a contre-attaqué ».

### Le duel Françoise Giroud-Roland Barthes
Sans prévenir les trois journalistes culturels de L'Express, qui pour protester démissionnent, la directrice , Françoise Giroud écrit elle-même la critique dans le numéro qui sort le lendemain de la première représentation, qu'elle « éreinta personnellement », dénonçant une carricature de sa profession comme peuplée de « journalistes qui ne sauraient s’asseoir sans mettre leurs pieds sur les tables » et « un manque de crédibilité dans cette représentation dramatisée du monde de la presse », un « brouillon mal raturé et bourré de fautes d’orthographe », « pas sérieux ». Se disant « consternée, d’abord, devant ce travail bâclé ».
Elle préparait le remplacement des trois journalistes culturels par un seul, Robert Kanters, qui venait de signer le 28 mai, dans une nouvelle maquette, "renouvellement de la rubrique théâtre selon une formule plus proche de celles des quotidien", en prévision du passage à la parution quotidienne, opéré le 14 octobre 1955. L'Express, qui redeviendra hebdomadaire en mars, après les législatives, souhaite alors se démarquer de la gauche car il est associé à Pierre Mendès-France, qui vient surtout de reprendre le contrôle du Parti radical lors du congrès extraordinaire du 4 mai et espère reconquérir les voix du centre pour redevenir président du conseil. Encore vendu comme Les Échos du samedi, L'Express est comme d'autres journaux exposé à la censure, renforcée dans la loi votée mi-avril 1955. d'autant qu'il a confié depuis le 10 avril son « Bloc-notes » à l'écrivain François Mauriac, anticolonialiste et à qui son journal Le Figaro a demandé de se modérer sur la guerre d'Algérie.
Selon la biographe de Bernard Dort, Françoise Giroud souhaitait surtout se venger d'un article du journal de Sartre se moquant de son livre en forme de galerie de portraits, suffisamment féroce pour qu'elle démissionne de France Dimanche, rejoignant L'Express ,. Malgré la guerre d'Algérie qui s'aggrave, Sartre ne donnera pas d'interview à L'Express avant la fin 1956 et le numéro du 6 mars 1957, avec son interview sur la torture en Algérie, sera saisi par la police.
Françoise Giroud a reconnu que sa critique au vitriol a fait scandale à gauche. Dans l'éditorial du numéro de l'été 1955 de la revue spécialisée Théâtre populaire, Roland Barthes dénonce une « affaire Nekrassov ».
Nekrassov met à nu les maccartysmes à la française et « n'a pas été écrit pour Mme Françoise Giroud ; Nekrassov a été écrit pour un public primaire, qui ne s'embarrasse pas des nuances byzantines dans la répartition des servitudes gouvernementales ». C'est donc « un procès d'éducation que l'on fait à Sartre »,. Il vise aussi la l'article de Gabriel Marcel, qui a maladroitement parlé de l'affaire Kravchenko, vieille de sept ans : « Kravchenko était réel, Nekrassov ne l'est pas. L'irréel n'est sauvé que lorsqu'il paraît distant, improbable et inoffensif » car « la bourgeoisie a toujours eu une idée très tyrannique mais très sélective de la réalité : est réel ce qu'elle voit, non ce qui est ; est réel ce qui a un rapport immédiats avec ses seuls intérêts ». Selon lui, Giroud et Marcel ont influencé, voire intimidé, dès les premiers jours, les autres journalistes.

### Presse de droite
À droite, la caricature de la presse est jugée outrancière, et faire rire d'un risque d'invasion soviétique abusif, moins d'une dizaines d'années après la mise sous tutelle par Moscou de plusieurs pays d'Europe de l'Est. La pièce de Sartre « peut être très légitimement jugée dangereuse et même toxique, car elle tend à porter au compte d'une hystérie publicitaire ou d'un maccarthisme imbécile, les inquiétudes trop légitimes que nous pouvons entretenir quant au destin des pays libres », écrit dans Nouvelles littéraires, Gabriel Marcel, quelques mois après avoir rencontré en Suisse l'Américain Frank Buchman, fondateur du Réarmement moral, pilier de l'anticommunisme dont il restera proche. En se moquant de la peur d'une invasion soviétique de la France, Sartre énerve aussi L'Aurore, Paris-Match et France-Soir,, où pour Paul Gordeaux « tant de tintamarre, de brouillamini, de fumées fumeuses et de pétards mouillés laissent éberlué, ahuri, déçu et assommé », car « on peut aller aussi loin que l'on veut dans la fantaisie et l'abracadabrant , mais à une condition que le point de départ soit plausible, logique, vraisemblable ». La critique de la forme est systématiquement plus importante que celle du fond. « Le plus grave défaut » de cette pièce est « sa longueur », quatre heures, observe Max Favalelli dans Paris-Presse L’Intransigeant du 15 juin, argument le plus souvent mis en avant dans les critiques défavorables. « Que de bruit pour peu de chose ! Quand on pense à tout ce savant tapage organisé autour de la pièce, on reste confondu de tant d’insignifiance (...) il n’y a pas de pièce », écrit Jean-Jacques Gautier, dans Le Figaro du 13 juin 1955.
Des dizaines d'articles avaient en effet précédé la première représentation au cours des trois mois précédents et certains journaux conservateurs sont finalement sont soulagés: « Nekrassov ne renferme pas la moindre allusion perfide à l’égard du catholicisme ou à propos de l’attitude de l’Église en face du communisme. Sartre aurait-il ainsi par le biais voulu rendre un certain hommage à ceux qui ont compris le véritable enjeu du combat ? », se réjouit ainsi Jean Vigneron dans La Croix du 17 juin 1955. Thierry Maulnier Le Figaro signe un articles plus favorables  est il est nommément, mais très brièvement moqué la pièce, en anticommuniste qui fait le jeu des communistes. En mai 1954, il s'en était pris violemment  « à tous ces intellectuels, en particulier à Jean-Paul Sartre » pour avoir ignoré la souffrance des soldats après la défaite française de Dien-Bien Phu. Dans le même journal, treize ans après, on lira même une critique élogieuse de la pièce, à l'occasion de nouvelle mise en scène ajoutant de la contextualisation historique par Hubert Gignoux, qui au contraire indisposé le critique du Monde par ndes gags hors texte où se mêlent la tarte à la crème et la farce-attrape.

### Presse de gauche
Dans un article de décembre 1955 du mensuel de la SFIO, La Revue socialiste, titré "Misères du journalisme et de la philosophie" le jeune Roger Quilliot, futur ministre des années 1980, se montre nuancé : "ce n'est pas un chef-d'œuvre. J'ai toutefois poussé l'outrecuidance jusqu'à rire quelquefois, moins que ne le voudraient L'Humanité et consorts". Il y souligne que bon nombre des critiques que Sartre avait formulées au sujet de la presse de droite en France pouvaient aussi s'appliquer à la presse en URSS, et dans une de ses répliques, le personnage du patron de presse, confronté au scénario d'une invasion de la France par les Soviétiques inventé par le faux Nekrassov, fait remarquer qu'il a toujours dirigé un journal en général pro-gouvernement et que les Soviétiques seront alors eux aussi un gouvernement.
« J'adore Nekrassov. Pour une fois, je trouve démasqués les vilains sans aucune thèse à l'appui. Pas un des personnages de Nekrassov qui ne soit divers, multiple, foisonnant de vérité humaine », écrit Henry Magnan dans Combat, quotidien de gauche non communiste lancé par Albert Camus, auquel ont contribué Raymond Aron et Claude Bourdet. Dans le même journal, le 13 juin, Thierry Maulnier, par ailleurs chroniqueur du Figaro, observe que Sartre veut "libérer les pauvres d’Occident" mais juge qu'il s'y prend mal en présentant un "communisme sans autres desseins d’expansion ou d’agression que ceux que lui prétendent les calomniateurs à gages".
Paris-Normandie du 10 juin 1955 en fait une critique "très favorable", comparant la pièce à  "Tartuffe" de Molière et estimant que "le tout-Paris a été séduit". Témoignage chrétien est plus partagé, saluant "d'excellentes scènes" mais parlant aussi de "pétard mouillé", comme Paul Gordeaux, dans France-Soir
« J’ai beaucoup ri (...) emporté que j’étais par la violence comique, l’irrésistible drôlerie, l’entrain, le mouvement, l’invention, les piquantes trouvailles, les extraordinaires situations, les percutantes répliques » raconte Henri Jeanson, dans Le Canard Enchaîné du 22 juin, qui signale, lui, « quinze rappels après le premier acte (sic), les scènes hachées d’applaudissements » mais fait référence aux critiques négatives qu'il a lues depuis deux semaines en concluant « Ce Sartre, décidément est un bel emmerdeur ». La pièce reçoit aussi une critique favorable de Jean Cocteau, qui venait d'être élu à l'Académie française le 3 mars 1955, dans Libération du 20 juin 1955,
,,pour qui "on ne saurait s’imaginer plus de grâce, plus d’aisance, de malice, sans l’ombre d’une méchanceté que dans cet opéra bouffe", en saluant un auteur qui "se moque gracieusement des personnes qui l’ont mal suivi et mal entendu".

### Dans la presse internationale
La presse francophone, en Suisse et en Belgique, publie de nombreux articles sur la pièce. En URSS, la Litératournaïa Gazeta annonce dès juin 1955 la création de Nekrassov au théâtre de la Satire, à Vénissieux, commune ouvrière de la banlieue lyonnaise. La presse communiste veut alors faire accéder les ouvriers au théâtre et encourage ceux de la banlieue parisienne à venir voir la pièce. La pièce y sera publiée accompagnée d'aucune introduction, avec des répliques ajoutées et les noms de Kravtchenko et Malenkov, le concurrent politique de Khrouchtchev, supprimés.

## Nouvelles mises en scène de 1968, 1978 et 2007
En 1965, la pièce fait l'objet d'une lecture à la radio par Pierre Brasseur dans l'émission "Lectures à une voix", de Michel Polac et Guy Maxence. Sa mise en scène sera refaite trois fois, en 1968, 1978 et 2007.

### En 1968
En 1968, une nouvelle mise en scène d'Hubert Gignoux « ajoute des gags hors texte où se mêlent la tarte à la crème et la farce-attrape du genre avertisseur, serpentin ou potiche », dénonce Le Monde, pour qui « la satire serait autrement réussie » si elle « était à la fois plus proche des réalités et moins tributaire d'une époque ». Le journal reconnait cependant qu'un « programme garni de renseignements synoptiques et des chansons garanties 1955 » permettent une contextualisation historique et ainsi un « retour en arrière » du spectateur, mais avertit qu'il « ne suffit pas, surtout pour les jeunes spectateurs qui ne disposent pas de souvenirs personnels » de l'exploitation politique du péril rouge douze ans auparavant. Concernant l'interprétation, « n'en déplaise à ses défenseurs, on y est très loin de Beaumarchais et d'Aristophane », déplore Le Monde.

### En 1978
En 1978, elle est mise en scène par Georges Werler, avec Albert Medina et Robert Rimbaud au Théâtre de l'Est parisien et retransmise à la télévision.

### En 2007

#### Une mise en scène «rajeunie»
En 2007, la mise en scène est rajeunie par la compagnie Sea-Art de Jean-Paul Tribout, « qui voudrait abolir la frontière entre théâtre intellectuel et divertissement », avec plus de « rythme et efficacité ». Propos, écriture et style « semblent d’autant plus brillants que l’on peine à trouver semblable qualité aujourd’hui ». Selon Les Echos, les spectateurs sont « ébahis par la présence de tant de thèmes actuels », en particulier « la manipulation des médias » et "la montée de l'individualisme, au-delà du problème de l'anticommunisme". Le mensuel culturel La Terrasse y voit une intéressante réflexion sur « la manipulation médiatique que le monde actuel peut utiliser comme miroir de ses propres turpitudes idéologiques » et l'AFP évoque « la permanence de pratiques qui annihilent la liberté et l'identité de l'individu »,, la pièce "dénonçant malicieusement les pratiques d'une presse asservie aux puissances de l'argent et ses manipulations peu orthodoxes".
L'intrigue sentimentale, les jeux de séduction", deviennent plus clairs, à l'appui du subterfuge de Georges, "n'ayant en fait pour but essentiel que de conquérir" Véronique. La durée passe de quatre à deux heures, avec il est vrai neuf comédiens pour 19 rôles, et cette fois le fond sonore d'une radio "retransmet de temps à autre les actualités ou les publicités d'alors", pour mieux replacer "l’action dans son contexte" que lors de la mise en scène de 1968. La Tribune semble cependant confondre l'année 1955 avec la période 1949-1950, années où "les délires paranoïaques des forces en présence devenaient grotesques". Le journal observe que la mise en scène s'enrichit de quelques notes du "Déserteur", la chanson de Boris Vian, écrite en février 1954 pour la guerre d'Indochine, mais s'étonne qu'elle "ne cherche pas à reconstituer l'ambiance de guerre froide", alors que 1954 est une période de détente, entamée après la mort de Staline au début 1953.

#### Des interprétations erronées
Depuis les années 2000 plusieurs interprétations erronées de la pièce ont en effet déjà brouillé le message: en 2003, Frédéric Bizard, professeur d'économie à l'ESCP, écrit dans Les Echos que Jean-Paul Sartre y aurait dit qu’il "il ne faut pas désespérer Billancourt", pour intimer de ne pas dire la vérité sur la répression URSS aux ouvriers de Renault, afin ne pas les démoraliser, ce qui est une déformation des deux mots d'une tirade comique de l'escroc à la scène 8 du tableau V, "désepérons Billancourt!". En 2005 Le Monde estime qu'elle pastiche une "ambiance d'intrigue IVe République" et que Pierre Lazareff, directeur de France-Soir, y est représenté quand il "reçoit le dimanche dans sa maison de Louveciennes" diverses personnalités politiques et "des avocats ou des chanteurs en vogue", alors que Sartre avait catégoriquement démenti vouloir représenter Pierre Lazareff. En 2009, la biographie de ce dernier, centrée sur ces fameuses réceptions à Louveciennes, ne répètera pas l'erreur car assimiler Lazareff au personnage prêt à tout dans la pièce n'est guère flatteur.
Les Echos écrivent en 2007 que la pièce a été inspirée par l'affaire Kravchenko, qui date en fait d'une autre époque, 1946-1949. La pièce a des références très précises à l'actualité électorale, coloniale et diplomatique du début de 1954, période au cours de laquelle Sartre l'écrit. Le mystérieux ministre soviétique en fuite n'est pas Kravchenko, qui n'était pas ministre, et avait fui à l'Ouest dès 1944. Le personnage de Nekrassov a lui disparu, incarnant le mystère qui domine en 1954 sur le sort et les intentions de Khrouchtchev, Malenkov ou Beria, trois acteurs-clé de la détente est-ouest, qui a suivi la mort de Staline, marquée par leurs rivalités à la tête de l'URSS.
La pièce est entièrement consacrée à la France et ne dit quasiment pas un mot de l'URSS, qui sert seulement de prétexte à une dénonciation, contestée par la critique parisienne, du maccarthysme à la française (1952-1954), selon la presse de l'époque et les historiens. Un phénomène alors exacerbé en France par la guerre d'Indochine et la guerre de Corée.
La confusion se répète le mois suivant dans Le Monde, dont l'article précise bien un "contexte daté", mais pour embrayer par erreur sur une "actualité risible, celle de l'affaire Kravtchenko". Le paragraphe précédent précisait pourtant bien le contexte de la pièce, l'année 1954, celle du débat sur le "réarmement allemand" qui voit "les communistes et les gaullistes français" rejeter la Communauté européenne de défense (CED). Les députés socialiste et radicaux, dont la moitié l'ont fait aussi, sont cependant oubliés. Résultat de ces confusions, en juillet 2021 sur Youtube, le professeur Didier Raoult explique que la pièce serait une condamnation de Viktor Kravchenko, que Sartre et son journal avaient pourtant défendu vigoureusement en 1948 et au début de 1950.

## Déroulé et distribution
- Mise en scène de Jean Meyer
- Décors de Jean-Denis Malclès peints par Jean Bertin

### Premier tableau:Berge de la Seine
Georges de Valera, "escroc du siècle", se jette dans la Seine pour échapper à la police. Croyant au suicide, un couple de clochards le sauve, par instinct de charité. On découvre la personnalité de Valera et celle de l'inspecteur Goblet, de la police judiciaire, à ses trousses.
- Edmond Tamiz : le clochard
- Leccia : la clocharde
- Michel Vitold : Georges de Valera
- R.J. Chauffard : inspecteur Goblet
- René Claudet : 1er agent
- André Bonnardel : 2e agent

### Deuxième tableau:Bureau de Palotin
Le deuxième tableau est plein de références au contexte historique dans lequel la pièce est écrite puis jouée, en particulier les tensions coloniales au Maghreb et la déstalinisation naissante en URSS.

#### Scène 2
Ce tableau est une parodie du fonctionnement du journal Soir à Paris, qui bascule dans le maccartysme à la française, comme le montre cette réplique de Jules Palotin, le rédacteur en chef, dès la scène 2: « Il y a sept ans, patron, vous décidâtes de consacrer la cinq la 5 à combattre le communisme ».

#### Scène 4
Le contexte colonial y est évoqué par le contenu du journal:
- « Marrakech, touchantes manifestations de loyalisme »
- « Nous avons mis une photo de l’ex-Sultan jouant aux boules »
- « l’ex-Sultan semble s’habituer à sa nouvelle résidence »[136].

Ce sont des allusions à l'éviction du sultan légitime du Maroc, Mohammed V et l'instauration de Mohammed Ben Arafa par les autorités françaises le 20 août 1953, décisions contre lesquelles le peuple marocain s'est soulevé. Cet épisode avait lui-même fait suite aux Émeutes des 7 et 8 décembre 1952 à Casablanca, causant de cent à trois cent morts selon les historiens,.

#### Scène 5
L'ignorance de certains dirigeants de presse est évoquée quand le rédacteur en chef Jules Palotin ne trouve pas le Pérou sur une mappemonde .

#### Scène 6
Le journal hésite pour sa "Une" entre deux informations sur deux fuites, celle de l'escroc Georges de Valera, « le génie du siècle », « l’homme des 50 millions » volés  et celle, possible, du ministre soviétique Nekrassov, qui "n’était pas à l’opéra vendredi dernier et depuis personne ne l’a vu", information données par l'AFP Reuters, même si Tass n'en dit "pas un mot".
Au cours de cette scène, le président du journal est reconnaissant envers le ministre qui « a bien voulu me laisser entendre qu’il envisageait de nous concéder l’exclusivité des annonces du travail » et ainsi « nous paraîtrons sur 20 pages, nous couleront Paris-Presse et France-Soir se réjouit-il. En échange, le gouvernement espère le soutien du journal pour la législative partielle en cours pour laquelle: "le ministre ne voit qu’un moyen, obtenir le désistement de Perdrière", un des candidats de droite.

#### Tableau II, scène 7
Le président du journal Soir à Paris Charles Mouton félicite Palotin pour des articles de l'année précédente: « votre belle enquête, Demain la guerre avec un photomontage de « Staline entrant à cheval dans Notre-Dame » mais lui reproche d'avoir reproduit telle quelle une photo de l'AFP témoignant des longues files d'attente devant des magasines en URSS car on y voit des personnes portant des chaussures: 
- Charles Mouton: l'autre jour je vois votre photo, « ménagères soviétiques faisant la queue devant un magasin d'alimentation » et j'ai la stupeur de constater que certaines de ces femmes sourient, que toutes portent des souliers Des souliers à Moscou! Il s'agissait évidemment d'une photo de propagande soviétique que vous avez prise par erreur pour une photo de l'AFP. Des souliers! Mais bon dieu de bois,il fallait au moins leur couper les pieds! Des sourires! En URSS! Des sourires ![144].
- Jules Palotin: je ne pouvais pas leur couper la tête.

Juste après, le contexte de ces deux répliques est affirmé, Charles Mouton reprochant surtout à Palotin un manque de sensationnalisme, avec une allusion au contexte géopolitique de détente est-ouest.
- Charles Mouton: Votre journal est mou ! Tiède ! Fade! Larmoyant !Hier encore, vous avez parlé de la paix ![145].
- Jules Palotin: Non !
- Charles Mouton: Si, à la une !
- Jules Palotin:  « ce n’est pas moi, c’est Molotov, je n’ai fait que reproduire son discours [145].

Charles Mouton lui donne des directives: "montrez que la survivance de la France dépend de l’armée allemande. Obtenez le désistement de Perdrière, lancez une campagne terrible, gigantesque", ce qui se traduit par un moment d'agacement de Palotin qui répond, énervé, dans un jeu de mots: "La paix, la paix, la paix !".
« Songez à vous dont la situation est très menacée, songez à moi qui vous défend sans cesse » face au conseil d’administration, qui se réunit demain 10 heures » lui dit encore Charles Mouton.
- Armontel : Jules Palotin
- Véra Pharès : secrétaire
- Jean Parédès : Sibilot
- Robert Seller : Tavernier
- Clément Harari : Périgord
- Jean Toulout : Mouton

### Troisième tableau:Appartement de Sibilot

#### Scène 1
C'est la rencontre des deux personnages principaux dans l'appartement de Sibilot, entre l'escroc Georges de Valera, qui s'y réfugie car l'immeuble est bouclé par la police, et Véronique, divorcée , qui habite l'appartement avec son père et dévoile son activité professionnelle de journaliste dès la Scène 1: le suivi « des tribunaux deux ans », puis maintenant « la politique étrangère », dans un journal progressiste ».

#### Scène 3
Les policiers « me protègent si peu qu’ils m’ont cognée. Regardez ces bleus », dit Véronique au début de la Scène 3 pour préciser qu'elle ne donnera pas l'escroc à la police, qu'elle n'aime pas. Elle lui propose même une chance de se recycler en y travaillant: « si je vous procurais un emploi ? ».

#### Scène 4
Le père de Véronique, Sibilot, rentre et confie sa crainte d'être licencié à sa fille. « On te fout à la porte tous les 15 jours » déjà, le rassure-t-elle. Il rappelle avoir publié une enquête célèbre sur « le coup des pigeons voyageurs », allusion à l'arrestation de Jacques Duclos, numéro un du PCF, après la manifestation contre le général Ridgway du 31 mai 1952, mais aussi que son journal lui demande de ne pas voir d’amis communistes. « il faut réarmer l’Allemagne », répête-t-il.

#### Scène 5
Valera s'incruste et reconnait avoir écouté secrêtement entre la fille et la père: « j’avais l’oreille contre la porte ».

#### Scène 7
Elle réunit Sibilot et l'inspecteur Goblet, qui « déteste les tableaux et les voitures de maître car les riches en font la collection et qu’on nous oblige à connaître les marques »  et philosophe « nous seuls pouvons mesurer notre misère et notre grandeur ». Sibilot acquiesce presque: « que la victoire demeure à ceux qui défendent les riches sans les aimer ».
Valera demande à Sibilot une seule chose: « que tu me gardes près de toi jusqu’à ce que la police ait évacué l’immeuble ». Il lui demande aussi "un vieux costume.

### Quatrième tableau:Bureau de Palotin

#### Scène 1 et 2: le vrai Nekrassov en Crimée
La disparition de Nekrassov n'est plus si sûre et sa possible présence en France rendue aléatoire car « on le signale à Rome », mais l'Agence Tass a démenti, d’ailleurs, il serait en Crimée depuis 15 jours »
.
Georges Valera veut pourtant se faire passer pour lui auprès du rédacteur en chef Palotin dès la scène 2. Ce dernier commence par lui répondre que, depuis 7 ans, l'intérêt du journal pour les révélations de dissidents soviétiques a chuté, il y a une "Baisse sur le Kravchenko".
Il conseille plutôt à Georges Valera d'aller voir son confrère "Robinet du Figaro". Il évoque aussi "Demidoff, un économiste distingué" qui n'intéresse plus le gouvernement non plus.
Georges Valera menace de faire jouer la concurrence mais Palotin lui répond: « je connais bien mon confrère Lazareff et je puis vous assurer qu’il ne fera rien pour vous ».
La pression remonte peu après quand le gouvernement exige du journal qu'il publie quelque chose pouvant influer sur la législative partielle en cours et que son président Charles Mouton lui répond: « mon cher ministre » « je vous demande quelques heures », ce qui va changer la donne en faveur de Georges Valera, d'autant que ce dernier a l'idée d'inventer un faux plan d'invasion de la France par l'URSS.

#### Scène 3: le plan d'occupation
L'accélération a lieu quand est évoqué le « plan C pour l’occupation de la France », dont Palotin « a parlé » dans le journal « l’an dernier »  et que Georges, le faux Nekrassov, affirme avoir emporté avec lui un plan similaire avec une liste des personnalités qui seront fusillées par les soviétiques en France. La direction du journal espère que cela fera peur à Perdrière, « nous aimerions qu’il figure sur la liste » dit-elle à Valera . Perdrière est un radical socialiste, ancien député , dont il faut obtenir le désistement. Palotin se rassure, concernant son propre sort en disant qu'il dirige un journal gouvernemental et qu'« il y aura bien un gouvernement quand les soviets occuperont Paris » .

#### Scène 4: sept infiltrés dans le journal, révèle Nekrassov
On apprend que Mouton, lui n'est « pas sur la liste »  mais qu'il y a aussi une liste des sept communistes infiltrés parmi les salariés de Soir à Paris, provoquant une surenchère de maccartysme au sein du conseil d'administration: « ces gaillards là doivent être rayés de la profession », dit l'un d'eux. Mais Georges refuse de donner immédiatement leur nom: « je ne suis pas une donneuse ». Il rebondit par une diversion risquée, présentant une valise portant « sept kilos de poudre radi-active » et affirme que« dans chacune de vos grandes villes, un communiste avec la même valise » suscite une menace .
- Robert Seller : Tavernier
- Clément Harari : Périgord
- Véra Pharès : secrétaire
- Armontel : Jules Palotin
- Michel Vitold : Georges de Valera
- Jean Parédès : Sibilot
- Jean Toulout : Mouton
- Daniel Mendaille : Lerminier
- Max Mégy : Charivet
- Georges Sellier : Nerciat
- Lefèvre-Bel : Bergerat

### Cinquième tableau: Georges reçoit, dans son appartement au Georges-V
Le cinquième tableau est un ballet de tris personnages qui défilent à l'appartement à l'Hôtel Georges V, mis à disposition de Georges Valera, le faux-Nekrassov, par le journal.

#### Scène 4
Le journaliste Sibilot est apeuré car il a appris que le faux Nekrassov sera démasqué: « Mouton s’est adjoint Demidoff, un vrai Kravchenko, authentifié par l'Agence Tass ». Il a connu en URSS le vrai Nekrassov... qui « vient de faire une déclaration à la radio », se disant en Crimée, sur les bords de la Mer Noire! 
Du coup, Sibilot, apeuré, vient dire à Georges, le faux Nekrasov : « demain j’avoue tout, tu as 17 heures pour préparer ta fuite ». Mais ce dernier est aveuglé par la pluie de messages de soutiens reçus du monde entier, en particulier du sénateur Maccarthy, qui lui "propose un engagement de témoin à charge permanent".
Puis Georges reçoit Mme Castagné, modeste dactylo. Comme 6 autres salariés du journal soupçonnés d'être des communistes infiltrés, elle va être virée. « Veuve avec une fille malade », elle sera à la rue. Le faux Nekrassov lui répond: « on vous rendra votre emploi, je m’en porte garant ». Et il assure même pouvoir menacer la direction du journal: "Si le personnel congédié n’est pas réintégré je donne la suite de mes mémoires au Figaro".

#### Scène 7 du tableau V
Georges reçoit Véronique, sûr de lui, confortablement installé à l'hôtel Georges V. La jeune femme vient dans un seul but, d'abord dissimulé: sauver Maistre et Duval, journalistes communistes, passibles de court martiale pour complicité avec le plan soviétique d'invasion de la France, depuis que Soir à Paris a fait dire à Georges qu'il les connaît. Elle sait le caractère de Georges: pour qu'il accepte de démentir publiquement, il faut le mettre en condition, poser des jalons, ce qui s'étend sur une dizaine de pages. D'abord par la méthode de la douche écossaise, en rappelant qu'elle travaille pour un « journal progressiste » , qui pourrait... révéler l'imposture du faux Nekrassov. Puis elle le rassure, pas question de « publier son vrai nom » : « nous manquons de preuves et on ne nous croirait pas ». Puis elle l'inquiète à nouveau:
- Véronique : je suis venue te dire que tu es une ordure[184].
- Georges : laisse les grands mots. Tous les matins L'Humanité me traite de rat visqueux[184].
- Véronique : c’est un tort[184].
- Georges : j’aime te l’entendre dire[184].
- Véronique : tu n’es pas un rat visqueux, tu es une ordure[184].
- Georges : ah, tu m’agaces [184]!

Avant d'accuser Georges de dénonciation calomnieuse, elle doit encore piquer son orgueil, en lui montrant qu'il n'est plus l'Arsène Lupin brillant d'hier, n'exerce même plus une profession libérale, mais exécute juste des basses besognes. Elle ne cherche pas à l'apitoyer ou polémiquer, car il excelle dans la répartie, juste à montrer que c'est son statut social à lui qui n'est plus ce qu'il croyait. La tirade « Il ne faut pas désespérer les pauvres » n'apparait jamais dans la pièce, contrairement à ce qui sera allégué des décennies plus tard. Véronique amène juste Georges à une réalité: ce sont les riches qui le « paient pour désespérer les pauvres », lui qui était persuadé de se jouer d'eux, en artiste de l'escroquerie. Elle veut qu'il retrouve une fierté en mordant la main qui le nourrit, l'appelant explicitement à être "méchant". Le mot Billancourt n'a servi à la jeune femme qu'à piquer la fierté masculine, lui tendant un miroir où il apparait à la fois pas drôle et déconnecté des réalités, pour le pousser à sauter lui-même dans le convoi des "sauveurs de journalistes", avec une fébrilité qui irradiera la mini-scène d'après, où il tente en solitaire de retrouver ses esprits en chantonnant "désespérons Billancourt!". L'issue victorieuse se dessine quand il réplique « le Bien et le Mal je prends tout sur moi : je suis responsable de tout », permettant à Véronique d'abattre sa carte maitresse: le journal du jour, où c'est bien lui qui apparait en misérable délateur. C'est gagné: dans la foulée, il jure qu'il exigera que le journal démentisse
- Véronique : Tu  crois vraiment duper les riches ?[185]
- Georges : Qui paie mes notes de tailleurs et d'hôtel ? Qui paie ma Jaguar ?
- Véronique : Pourquoi paient-ils ?
- Georges : Parce que je leur vends mes salades.
- Véronique : Pourquoi te les achêtent-ils ?
- Georges : Ma foi, cela les regarde. Je n'en sais rien.
- Véronique Ils te les achètent pour les refiler aux pauvres.
- Georges : Aux pauvres ? Qui est-ce qui pense aux pauvres ?
- Véronique : les lecteurs de Soir à Paris, les prends-tu pour des millionnaires ? (tirant le journal de son sac). Nekrassov déclare "l'ouvrier russe est le plus malheureux de la terre". Tu as dit cela ?
- Georges : Oui.
- Véronique : Pour qui l'as tu dit ? Pour les pauvres ou pour les riches ?
- Georges : Est-ce que je sais? Pour personne. C'est une plaisanterie sans conséquence[186].
- Véronique : Ici au milieu des roses. De toutes façons, au Georges V, personne n'a jamais vu d'ouvriers. Mais sais-tu ce que cela veut dire à Billancourt ?

Un peu plus loin, elle asticote à nouveau son orgueil:
- Véronique : On t'as bien eu, mon pauvre Georges!
- Georges : Moi ?
- Véronique : Parbleu, tu croyais voler l'argent des riches mais tu le gagnes. Avec quelle hauteur, l'autre nuit, tu as refusé l'emploi que je te proposais, "moi travailler!". Et bien ! Tu as des employeurs à présent, et qui te font travailler dur.
- Georges : Ce n'est pas vrai ![189]
- Véronique : Allons, allons, tu sais très bien qu'on te paie pour désespérer les pauvres.
- Georges : Ecoute...

La manoeuvre réussit. Peu à peu déstabilisé, Georges s'énervant, veut prouver qu'il n'est pas une marionnette, déclare qu'il a vraiment envie de « détruire le communisme en Occident » et finit par lancer, « quand à tes ouvriers, qu’ils soient de Billancourt ou de Moscou je les… »,.
- Véronique : tu vois, tu vois Georges que tu commences à devenir méchant[187].
- Georges : bon ou méchant je m’en moque, le Bien et le Mal je prends tout sur moi : je suis responsable de tout.
- Véronique  (lui montrant un article de «Soir à Paris ») : Même de cet article ?[187]
- Georges : bien entendu. De quoi s’agit-il (il lit). « M Nekrassov déclare qu’il connaît parfaitement Robert Duval et Charles Maistre ». Je n’ai jamais rien dit de pareil.
- Véronique : je m’en en doutais, c’est même pour cela que je suis venu te voir.
- Georges : Robert Duval, Charles Maistre, jamais entendu ces noms-là.
- Véronique : ce sont des journaliste de chez nous. Ils ont écrit contre le réarmement de l’Allemagne.
- Georges : après ?
- Véronique : on veut te faire dire que l’URSS les a payés[188].
- Georges : et si je le dis ?
- Véronique : ils sont déférés devant un tribunal militaire pour trahison.
- Georgee : sois tranquille, on ne m’arrachera pas un mot. Tu me crois ?[188]
- Véronique : je te crois. Mais prends garde : on ne se contente plus de tes mensonges ; on commence à t’en attribuer que tu n’as jamais fait.
- Georges : tu parles de cet entrefilet ? C’est un subalterne qui aurait fait du zèle. ; je lui ferai laver la tête. Je vois Jules tout à l’heure et je lui ordonnerait de publier un démenti…[188].
- Véronique : fais ce que tu peux.
- Georges : c’est tout ce que tu as à me dire.
- Véronique : c’est tout[188].
- Georges : bonsoir.
- Véronique : bonsoir (main sur le loquet de la porte). Je te souhaite de ne pas devenir trop méchant[191].

#### Scène 8 du tableau V
Georges (désormais seul dans la pièce) : cette petite n’entend rien à la politique. Une primaire, voilà ce que c’est. (s’adressant à la porte). Crois-tu que je tomberai dans tes pièges ? Je fais toujours le contraire de ce qu’on attend de moi! (Il traverse la pièce et va chercher son smoking). Désespérons Billancourt ! Je trouverai des slogans terribles ! (Il va chercher une chemise et un col. Il chantonne). Désespérons Billancourt ! Désespérons Billancourt !.
Cette courte phrase de deux mots est répétée trois fois par un Georges un peu amer, qui cherche à retrouver sa confiance en lui car Véronique vient de partir sans un égard, alors qu'il vient de lui promettre de démentir les accusations maccarthystes, et sans donner suite quand il lui a demandé "c’est tout ce que tu as à me dire?". Le suspense est ainsi préservé, il a visiblement envie de changer d'avis, trahir sa promesse, abandonner les deux journalistes victimes du Maccartysme, voire les 7 salariés licenciés qu'il avait promis aussi de sauver.
La phrase "Désespérons Billancourt !" a au cours des décennies suivantes subi une déformation et manipulation pour devenir l'aphorisme "il ne faut pas désespérer Billancourt", cité "à tort et à travers" par d'innombrables personnes, en général sans avoir lu la pièce,,,,,.
- Pierre Duncan : 1er garde du corps
- Bernard Aldone : 2e garde du corps
- Jacques Muller : garçon fleuriste
- Michel Vitold : Georges de Valera
- Jean Parédès : Sibilot
- Christine Caron : Madame Castagnié
- Marie-Olivier : Véronique

### Sixième tableau:Salon chez Madame Bounoumi
C'est la réception chez Madame Bounoumi pour fêter le désistement de son rival Perdrière au second tour de la législative partielle si suivie. Nekrassov est invité, mais aussi Demidoff, un vrai dissident soviétique qui avait connu en URSS le vrai Nekrassov et peut donc démasquer le faux.

#### Scène 1
Les inspecteurs de la DST Beaudoin et Chapuis, invités, lui disent à qu’ils sont « spécialement chargés par la présidence » du conseil de « veiller sur Nekrassov » . Ils exigent que ce dernier n'entre que par une "entrée de service " car ils savent que ce n'est pas le vrai Nekrassov.

#### Tableau VI scène 2
Perdrière pleure et se mortifie de ne pas avoir envisagé plus tôt son désistement. Il se confond en remerciements à Palotin, pour lui avoir ouvert les yeux et célèbre le rôle de la presse. Celui-ci rebondit en proposant de créer le "club des futurs fusillés":
- Jules Palotin: Vous en êtes, j'en suis, nous sommes tous des futurs fusillés. Voulez vous transformer cette soirée déjà mémorable en un véritable moment de conscience humaine ? Fondons le club des FF!
- Tous : Vive les FF!
- Jules Palotin: Au cours de la soirée nous élirons un bureau provisoire pour établir les statuts. Je me propose pour la présidence.

#### Scène 3
Charles Mouton, président du journal est venu lui aussi à la réception avec Demidoff, le vrai dissident, réfugié à Paris depuis 1950 et, aux abords du buffet avec lui, il se montre toujours aussi anxieux sur la liste des "futurs fusillés" dont il est absent, car il risque d'être pris pour un communiste. Il se confie, raconte avoir passés sa vie à les combattre, raconte que durant les dernières grèves il fut le seul patron à ne rien leur concéder, au risque du résultat provoqué :"Tout le personnel votait pour la CGT.

#### Scène 5
Charles Mouton approche Goblet, l'inspecteur de la police judiciaire, également présent et toujours à la recherche de Georges de Valera, mais pour préparer l'arrestation du faux Nekrassov.

#### Scène 6 et 7
Les inspecteurs de la DST Beaudoin et Chapuis, règnent en maître sur la réception, et font déjà comprendre à Charles Mouton qu'il est en sursis. Une passe d'armes les oppose à Goblet, :« je n’ai pas d’ordre à recevoir de vous, collègues, je suis de la PJ et j’obéis à mes chefs » dit le premier. Mais ils répondent « ça se peut mais tes chefs obéissent aux nôtres » .

#### Scène 9
Georges et Sibilot arrivent à la réception, sont terrorisés par la présence de Demidoff.

#### Scène 10
Georges subit les menaces de Beaudoin et Chapuis

#### Scène 11
L'imposture va être  démasquée par Demidoff et les conséquences, une à une, sont passées en revue dans ce tableau:
- la montée chez les administrateurs de « Nerciat qu’ils ont élu président jeudi en remplacement de Mouton » [203].
- les administrateurs refusent désormais au faux Nekrassov de démentir l'information concernant les sept personnes licenciées, dont Mme Castagné, quand il exige d'eux « que vous lui rendiez son emploi » [204]. "Faudrait-il consacrer chaque numéro à démentir le précédent" [205] lui  est-il rétorqué.

Les deux agents de la DST savent, eux, déjà que Georges n'est pas le vrai Nekrassov. Profitant de sa panique, ils tenteront sans succès de lui faire dénoncer les deux journalistes communistes, accusés à tort de haute trahison. Le faux soviétique réussit alors à s'enfuir dans la pagaille générale provoquée par un  Demidoff ivre et déshinibé
- François Darbon : Baudoin
- Michel Salina : Chapuis
- Suzanne Grey : Madame Bounoumi
- Georges Sellier : Nerciat
- André Bugnard : Perdrière
- Max Mégy : Charivet
- Lefèvre-Bel : Bergerat
- Daniel Mendaille : Lerminier
- Clément Harari : Périgord
- Véra Pharès : secrétaire
- Jacques Muller : photographe
- André Bonnardel : 1er invité
- Claude Rio : 2e invité
- Claude Bonneville : 1re invitée
- Odile Adam : 2e invitée
- Dominique Laurens : 3e invitée
- Betty Garel : 4e invitée
- Armontel : Palotin
- Jean Toulout : Mouton
- Jean Le Poulain : Demidoff
- R.J. Chauffard : Goblet
- Michel Vitold : Georges de Valera
- Jean Parédès : Sibilot
- Pierre Duncan : 1er garde du corps
- Bernard Aldone : 2e garde du corps

### Septième tableau:Salon de Sibilot
- Michel Vitold : Georges de Valera
- Marie-Olivier : Véronique
- Michel Salina : Chapuis
- François Darbon : Baudoin
- Jean-Pierre Duclosse : 1er infirmier
- Ernest Varial : 2e infirmier
- R.J. Chauffard : Goblet
- Jean Le Poulain : Demidoff

### Huitième tableau:Bureau dePalotin
- Georges Sellier : Nerciat
- Max Mégy : Charivet
- Lefèvre-Bel : Bergerat
- Daniel Mendaille : Lerminier
- Armontel : Jules Palotin
- François Darbon : Baudoin
- Michel Salina : Chapuis
- Jean Toulout : Mouton
- Jean Parédès : Sibilot
- Robert Seller : Tavernier
- Clément Harari : Périgord